# بني سدرت بني بوزكري (بني سميح)
بني سدرت بني بوزكري هي إحدى مشيخات المملكة المغربية، تتبع جغرافيا لإقليم شفشاون وإداريًا لبني سميح. يقدر عدد سكانها بـ 5274 نسمة حسب الإحصاء الرسمي للسكان والسكنى لسنة 2004.